# Andreas Köpke
Andreas Köpke (født 12. marts 1962 i Kiel, Vesttyskland) er en tidligere tysk fodboldspiller, der som målmand på det tyske landshold var med til at vinde guld ved både VM i 1990 og EM i 1996. På klubplan optrådte han blandt andet for de tyske klubber Hertha Berlin og FC Nürnberg, samt for Olympique Marseille i Frankrig.
Han blev i 1993 kåret til Årets spiller i Tyskland, og i 1996 fik han titlen som Verdens bedste målmand.

## Klubkarriere
Efter at have startet sin seniorkarriere med ophold i de mindre klubber Holstein Kiel og SC Charlottenburg skrev Köpke i 1984 kontrakt med Hertha Berlin. Her var han tilknyttet i to sæsoner, inden han skiftede til FC Nürnberg, hvor han tilbragte de næste otte år. I 1994 skiftede han imidlertid til Eintracht Frankfurt. 
Efter at have spillet en stor rolle i det tyske landsholds triumf ved EM i 1996, fik Köpke i en sen alder mulighed for et udlandsophold, der kom til at bestå af to sæsoner hos Olympique Marseille i den franske Ligue 1. Herefter rejste han hjem til sin gamle klub Nürnberg, hvor han tilbragte sine sidste år inden karrierestoppet i 2001.

## Landshold
Köpke nåede over en periode på ni år at spille 59 kampe for Tysklands landshold. Han debuterede for holdet i 1990 og var efterfølgende med til at blive verdensmester ved VM i 1990 i Italien og europamester ved EM i 1996 i England. Under VM-triumfen i 1990 var Köpke udelukkende i truppen som reserve for førstevalget Bodo Illgner, en rolle han gentog ved både EM i 1992 og VM i 1994. 
Ved EM i 1996 havde Köpke dog tilspillet sig pladsen som førstevalg, og slutrunden i England skulle blive målmandens store stjernestund. I semifinalen mod det engelske landshold holdt Köpke med en række store redninger tyskerne inde i kampen, der efterfølgende måtte afgøres via straffesparkskonkurrence. Her reddede Köpke forsøget fra Englands Gareth Southgate, hvorefter Andreas Möller med en scoring kunne sende tyskerne i finalen. Her besejrede tyskerne Tjekkiet med 2-1.
Köpke fortsatte efter EM-triumfen sin landsholdskarriere i yderligere to år, og var også en del af den tyske trup til VM i 1998 i Frankrig, hvor holdet dog måtte se sig besejret i kvartfinalerne.

## Titler
VM
- 1990 med Tyskland

EM
- 1996 med Tyskland